# آونتیکس
آونتیکس (انگلیسی: Aventics) شرکت مهندسی آلمانی است، که در سال ۲۰۱۳ تأسیس شد.